# SAMU

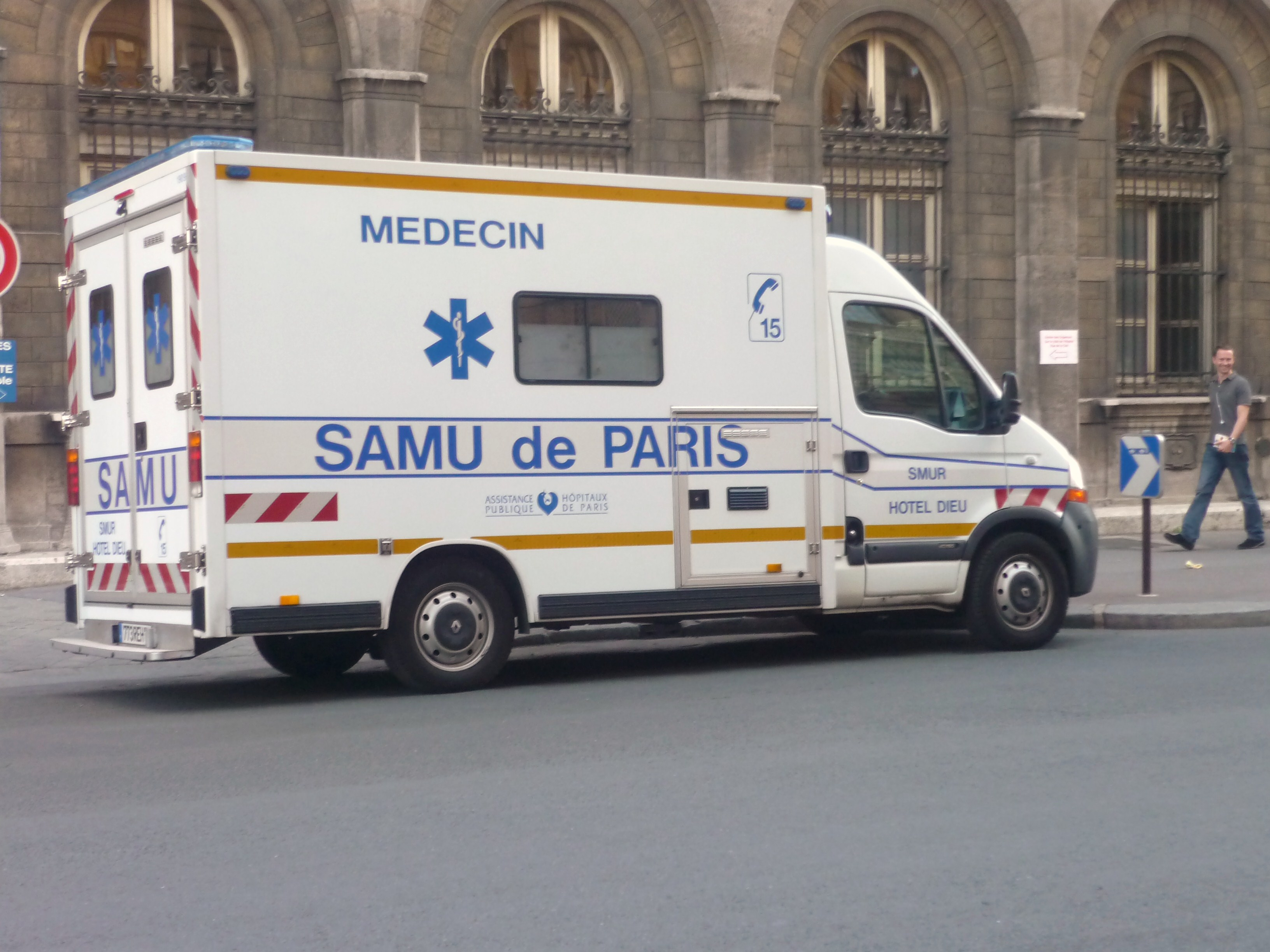
UMH des Pariser SAMU, SMUR „Hôtel Dieu“

SAMU ist die französische Abkürzung für Service d’Aide Médicale Urgente, auf Deutsch: Dienst für medizinische Notfallhilfe und bedeutet im übertragenen Sinne so viel wie Notfall-Rettungsdienst-Organisation. Der Name wird auch in anderen französisch-, portugiesisch- und spanischsprachigen Ländern verwendet, wie zum Beispiel in der Schweiz, Belgien, Argentinien, Brasilien oder Luxemburg.

## SAMU in Frankreich

### Geschichte
1956 gründete der Arzt Maurice Cara am Krankenhaus „Necker“ in Paris den ersten Intensivtransportdienst. Zu dieser Zeit gab es nur zwei Intensivstationen in Frankreich, eine in Paris und eine in Lyon. Aufgrund einer Poliomyelitis-Epidemie war es aus seiner Sicht notwendig, den Transport künstlich beatmeter Patienten zu ermöglichen. Diese Patienten galten damals als nicht transportfähig, da sie in normalen Krankenwagen unterwegs oft verstarben. Der neue, von ihm entwickelte Wagen, der mit medizinischem Personal und Material ausgestattet war, war in ganz Frankreich einzigartig.
In den folgenden Jahren wurden mehrere mobile medizinische Einheiten gegründet. Die sogenannten UMH (Unité Mobile Hospitalière, „mobile Krankenhauseinheit“) waren sowohl für den Intensivtransport von Patienten zwischen großen regionalen Krankenhäusern vorgesehen als auch für lebensbedrohliche Notfälle außerhalb der Krankenhäuser. Diese ersten mobilen Einheiten waren die Vorfahren der heutigen SMUR-Dienste (Service Mobile d’Urgence et de Réanimation, „mobiler Notfall- und Reanimationsdienst“) und wurden vom Arzt Louis Serre in Montpellier entwickelt. 1965 wurden sie offiziell zugelassen. Die UMH, die erstmals von den Krankenhäusern allein organisiert wurden, etablierten sich schnell und erforderten eine umfassende Koordination. Der Arzt und Professor Louis Lareng gründete dafür am 16. Juli 1968 in Toulouse den ersten SAMU. Vier Ärzte bildeten das erste Koordinationsteam: François Ollé, Jean-Pierre Machet, Clergue und Bauvin.
Der SAMU entwickelte sich und fing an, die ersten Lufttransporte durchzuführen. Das Französische Heer lieh einen Alouette-III-Hubschrauber, um Patienten bis nach Bordeaux, Châteauroux und nach Spanien zu fliegen. Die Toulouser Organisation von Lareng war die einzige dieser Art in Frankreich und wurde am 19. Juli 1972 gesetzlich anerkannt. Dabei wurde festgelegt, dass der Dienst von einem Facharzt für Anästhesie zu leiten sei. Christian Virenque übernahm diese Funktion als erster Leiter des SAMU. Ab 1979 konnte die Bevölkerung den SAMU direkt erreichen, denn jedes Krankenhaus verfügte über seine eigene „Notrufnummer“.
Louis Lareng war inzwischen Abgeordneter der Nationalversammlung geworden und brachte dort ein neues Gesetz ein. Das Gesetz Nr. 86-11 wurde am 6. Januar 1986 verabschiedet und das Prinzip des SAMU somit für ganz Frankreich eingeführt. Als einheitliche Notrufnummer wurde die 15 gewählt.

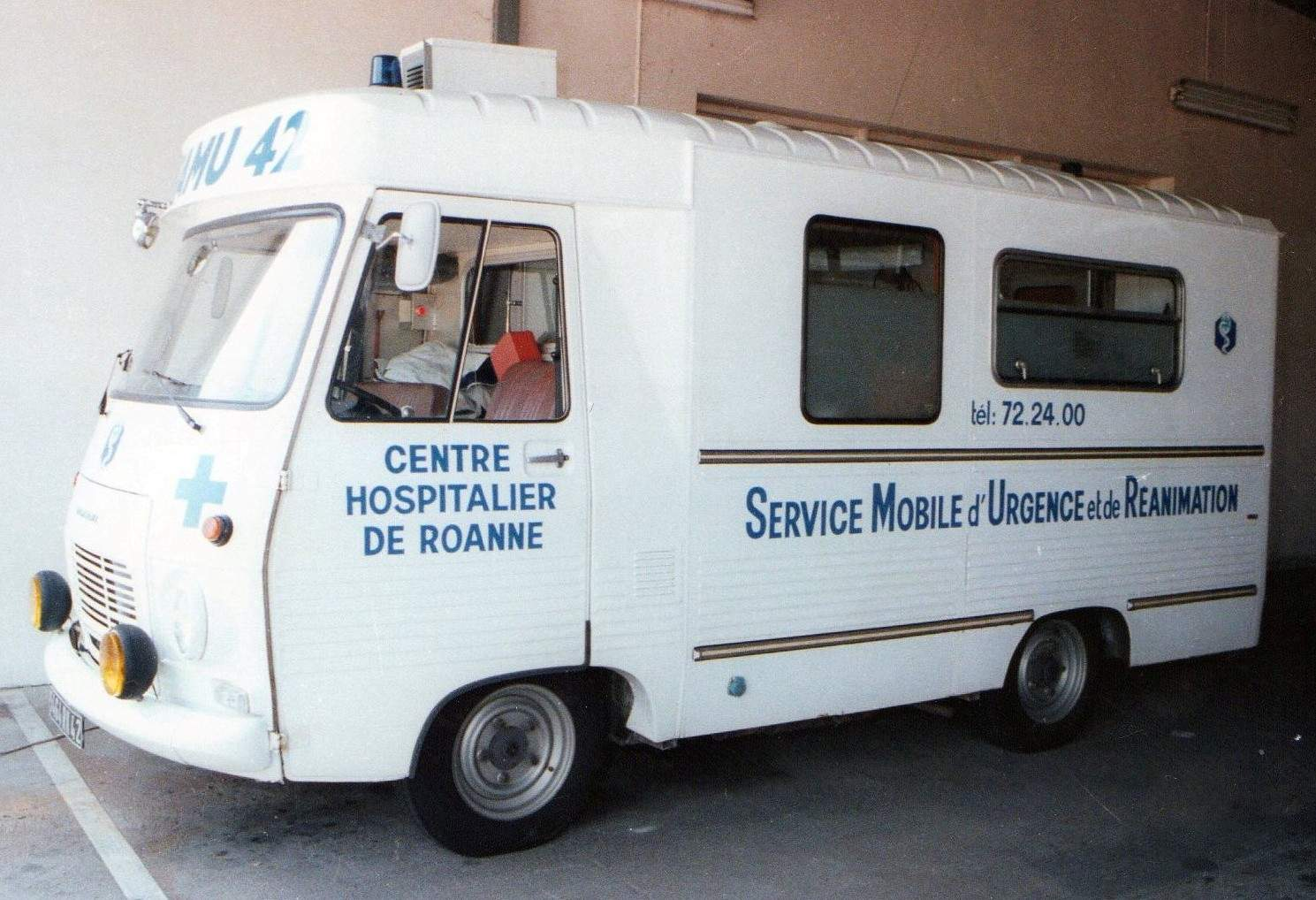
Ehemaliges AR am Krankenhaus Roanne.
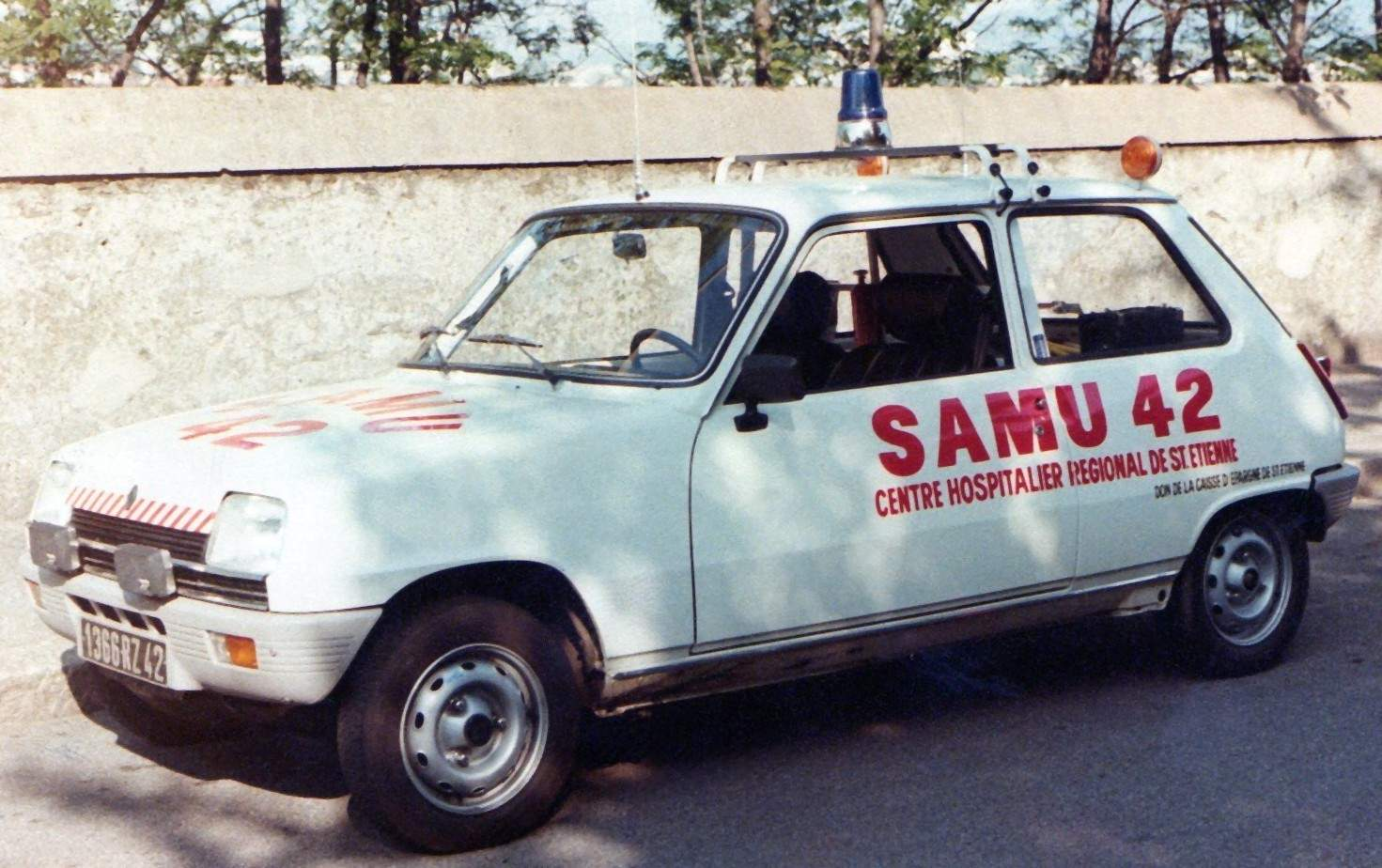
Ehemaliges VLM am Krankenhaus St. Etienne.
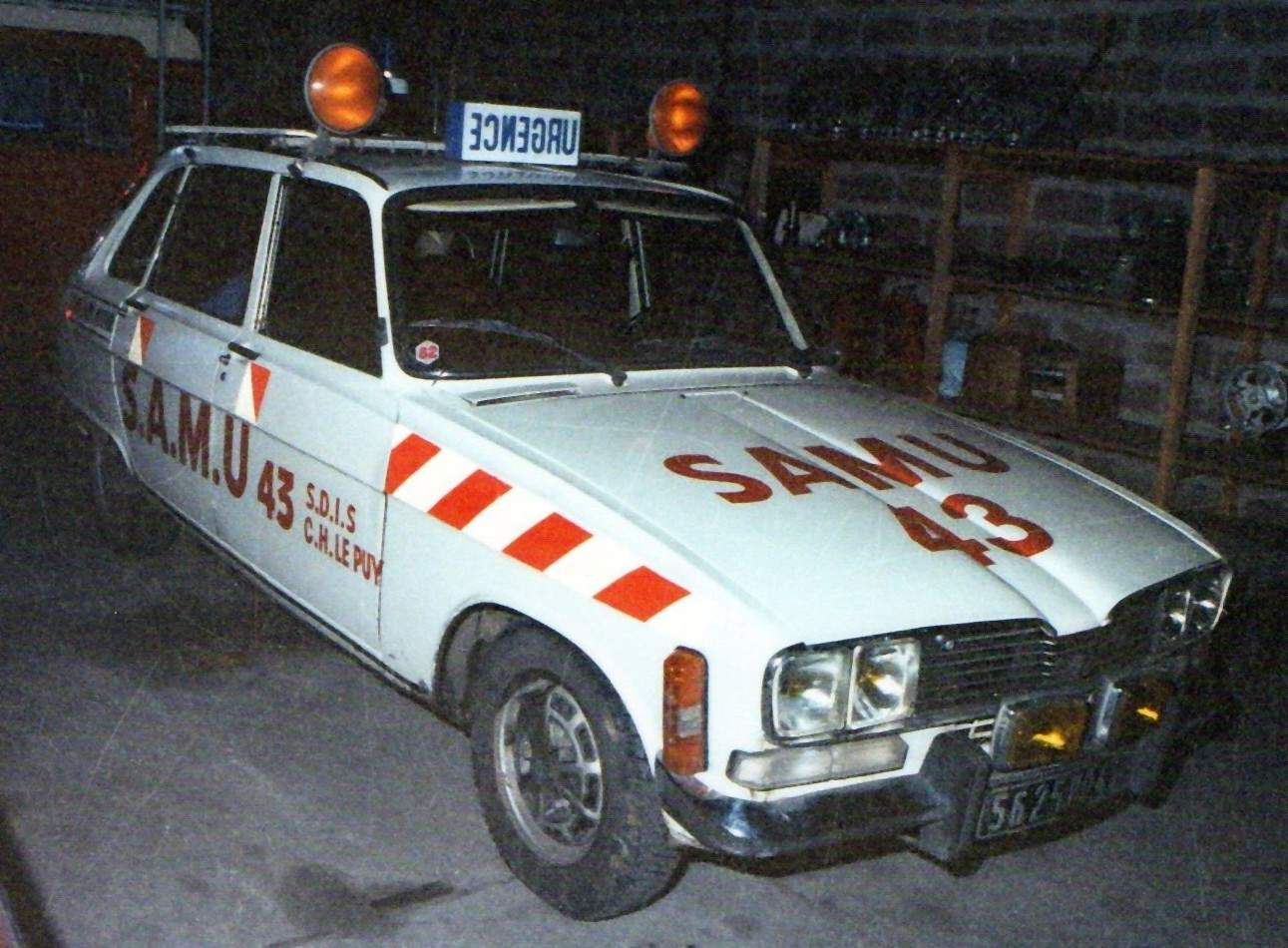
Ehemaliges VLM des SAMU 43.

### Organisation
Jedes französische Département verfügt über einen SAMU, auch die Übersee-Départements. Die Nummer nach der Abkürzung SAMU steht für das Département, z. B. SAMU 56 für das Département Morbihan oder SAMU 974 für die Réunion. Aufgrund organisatorischer Fragen ist in manchen Départements der SAMU geteilt, wie zum Beispiel im Département Seine-Maritime mit den SAMUs 76A und 76B. Insgesamt sind es 105 SAMUs für die 101 Départements.
Zwei SAMUs haben zusätzlich Sonderaufgaben:
- Der Pariser SAMU nimmt die Notrufe aus den TGV-Zügen und den Flugzeugen der Gesellschaft Air France entgegen.
- Der SAMU von Toulouse ist zusätzlich für medizinische Notrufe auf See zuständig.

Jeder SAMU stellt einen CRRA (Centre de Réception et de Régulation des Appels, „Zentrale zur Annahme und Leitung der Anrufe“) zur Verfügung, also eine zentrale Leitstelle. Diese CRRA werden nach der Notrufnummer auch Centres 15 genannt.
Je nach Bevölkerungsdichte und Bedarf an Rettungsmitteln stellen die SAMU zusammen mit den Krankenhäusern SMUR (Service Mobile d’Urgence et de Réanimation) genannte, mobile Einsatzeinheiten zur Verfügung. Es gibt circa 305 SMUR in Frankreich, die die medizinische Notfallhilfe für das ganze Land abdecken.
Die SMUR selbst verfügen über verschiedene Einsatzfahrzeuge:

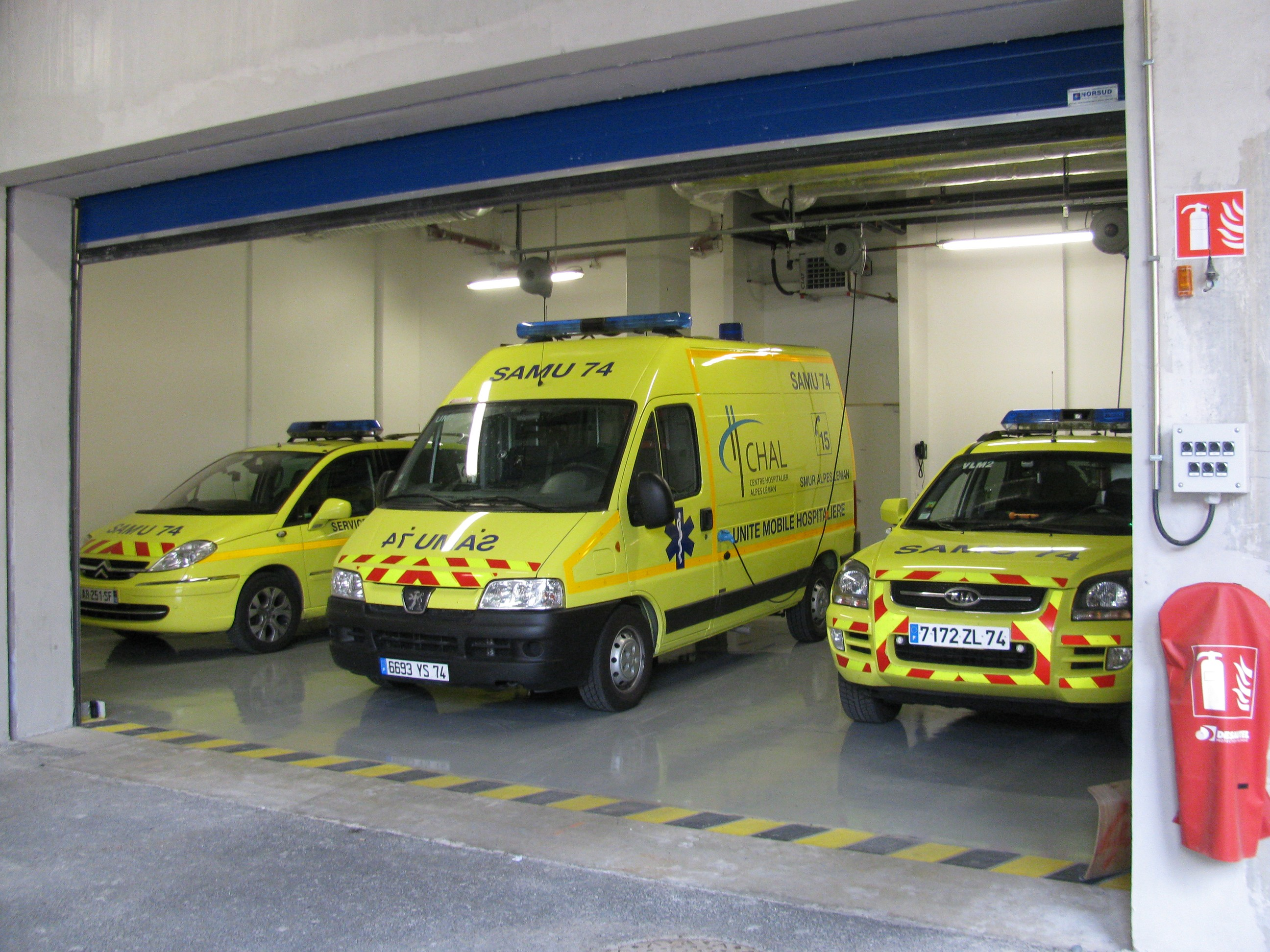
SAMU 74, zwei VLM und ein UMH des SMUR „Centre Hospitalier Alpes-Léman“

- UMH (Unité Mobile Hospitalière), manchmal auch AR (Ambulance de Réanimation) genannt; diese entsprechen den europäischen Standards einer MICU (Mobile Intensive care Unit).
- VLM (Véhicule Léger Médicalisé), teilweise abweichende Bezeichnung; entsprechen dem deutschen Notarzteinsatzfahrzeug.
- Hubschrauber
- Funk-Verbindungsfahrzeuge, Einsatzleitwagen, Transportwagen für Material bei Großschadensereignissen und sonstige Fahrzeuge.

Ein SMUR-Team ist standardmäßig wie folgt besetzt:
- ein Ambulancier (Fahrer und Sanitäter), mit einer Zusatzqualifikation für die besondere Arbeit innerhalb des SMUR-Teams.
- ein Krankenpfleger mit Erfahrung in der Notaufnahme bzw. Intensivstation. Manche Krankenhäuser verlangen einen Krankenpfleger mit Fachausbildung in Intensivmedizin und Anästhesie für die SMUR-Einsätze. Im Französischen werden hier die Abkürzungen IDE bzw. IADE verwendet (Infirmier (Anesthésiste) Diplômé d’Etat).
- ein Arzt mit universitärem Zusatzdiplom in der Notfallmedizin, auch mit einer Zusatzqualifikation als Anästhesist (MAR Médecin Anesthésiste Réanimateur), und mit Erfahrung in der Notfall- bzw. Intensivmedizin.

Trotz nationaler Gesetze und Normen besetzen einige Krankenhäuser aufgrund von Personalmangel oder Budgetdefizit ihre SMUR vom Standard abweichend.

#### Besonderheiten

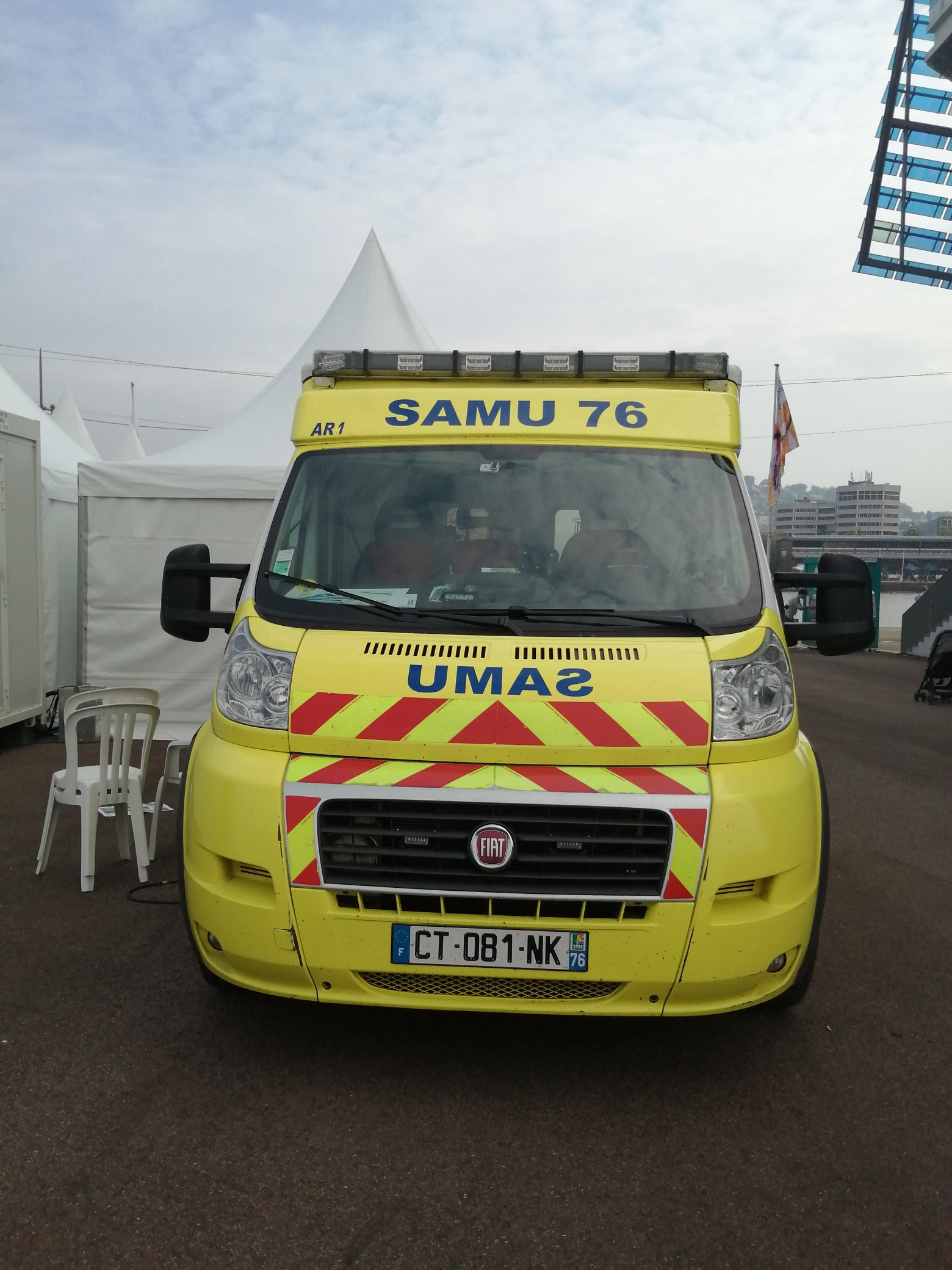
Rouen-Samu-Fahrzeug, Vorderansicht.

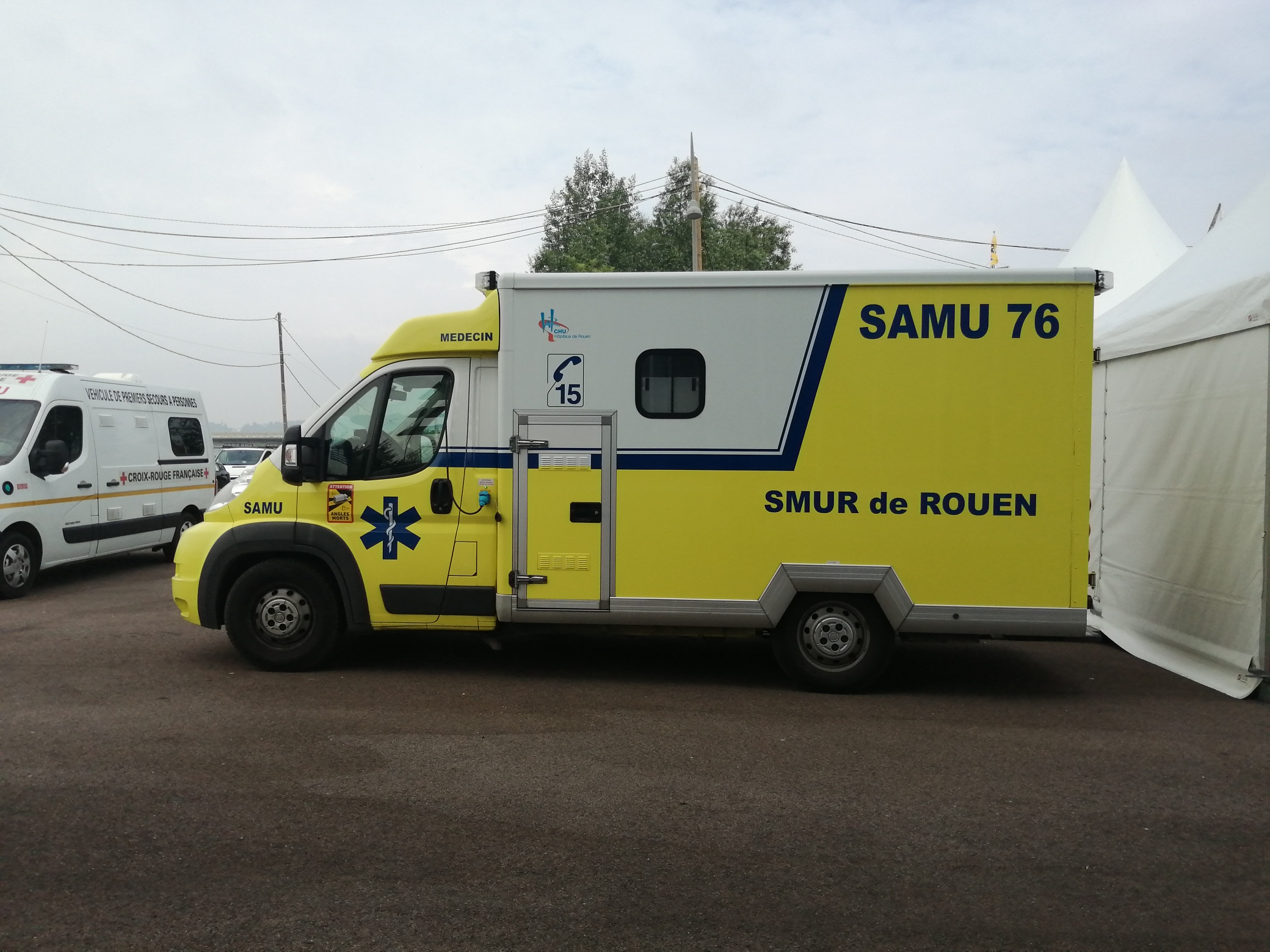
Rouen-Samu-Fahrzeug, Seitenansicht.

Am französischen Rettungsdienst nehmen verschiedene Dienste teil.
Der bodengebundene Rettungsdienst umfasst:
- Eigene SMUR-Rettungswagen UMH oder AR und Kleineinsatzfahrzeuge VLM oder VRM
- Die Feuerwehr mit ihren Rettungswagen VSAV (Véhicule de Secours et d'Assistance aux Victimes), die mit drei bis fünf ausgebildeten Feuerwehrmännern besetzt sind.

Ein eigener medizinischer Rettungsdienst der Feuerwehr, der SSSM (Service de Santé et de Secours Médical, „Gesundheitsdienst und medizinische Hilfe“), wurde aufgrund eines teilweisen Mangels an Einsatzmitteln des SAMU zur Verfügung gestellt, und entlastet bzw. ersetzt die lokale SMUR-Einheit, z. B. in ländlichen Gebieten. Kleineinsatzfahrzeuge werden meist VRM (Véhicule Radio Médicalisé) genannt, wenn ein Feuerwehrarzt das Fahrzeug besetzt, oder VLI/VRI (Véhicule de Liaison/Radio Infirmier) wenn sich nur ein Krankenpfleger an Bord befindet.
- Rettungswagen von privaten Firmen ASSU (Ambulance de Secours et de Soins d’Urgence) mit zwei ausgebildeten Kräften.
- Rettungswagen von Hilfsorganisationen (u. a. Rotes Kreuz, Weißes Kreuz, Protection civile) im Rahmen von Großveranstaltungen oder regelmäßig am Wochenende als Teil des Pariser Regelrettungsdienstes. Die sogenannte VPSP (Véhicule de Premiers Secours à Personnes) sind, wie Rettungswagen der Feuerwehr, mit mindestens drei ausgebildeten Helfern besetzt.

Die Seenotrettung wird auf hoher See von der Französischen Marine übernommen und im Küstenbereich durch die Hilfsorganisation SNSM durchgeführt, in Kooperation mit dem SAMU Maritime bei medizinischen Notfällen.
In der Luftrettung findet man:
- Eigene SAMU-Hubschrauber; diese werden von Privatfirmen betrieben, der Pilot ist ein Angestellter der Firma. Das medizinische Personal (Arzt, Krankenpfleger) wird vom Krankenhaus bzw. vom SMUR gestellt.
- Hubschrauber des Zivilschutzes (Funkrufname „Dragon“ mit der Départementsnummer); die Besatzung besteht aus einem Pilot und einem Bordmechaniker des Zivilschutzes. Die Hubschrauber haben verschiedene Missionen, von polizeilicher Überwachung bis zur See- und Höhenrettung. Eine medizinische Grundausstattung wird bei Bedarf angebracht[3].
- Gendarmerie-Hubschrauber, sie gehören der Gendarmerie und haben ähnliche Missionen wie die Zivilschutzmaschinen. Jedoch sind sie nicht primär für den Transport von Patienten gedacht und werden nur noch in bestimmten Umgebungen dafür ausgestattet (z. B. in den Alpen).
- SAR-Dienst durch die Luftwaffe und Marinefliegerstaffel (für die Seenotrettung). Das medizinische Personal kommt aus der Armee. In bestimmten Fällen können diese Hubschrauber aber auch Aufträge für den SAMU übernehmen und Krankenhauspersonal für den Patienten mit an Bord nehmen wie z. B. in den Übersee-Départements.
- Private Firmen im Gebirge wie die „SAF“ (Secours Aériens Français)[4]

### Konzept und Aufgaben

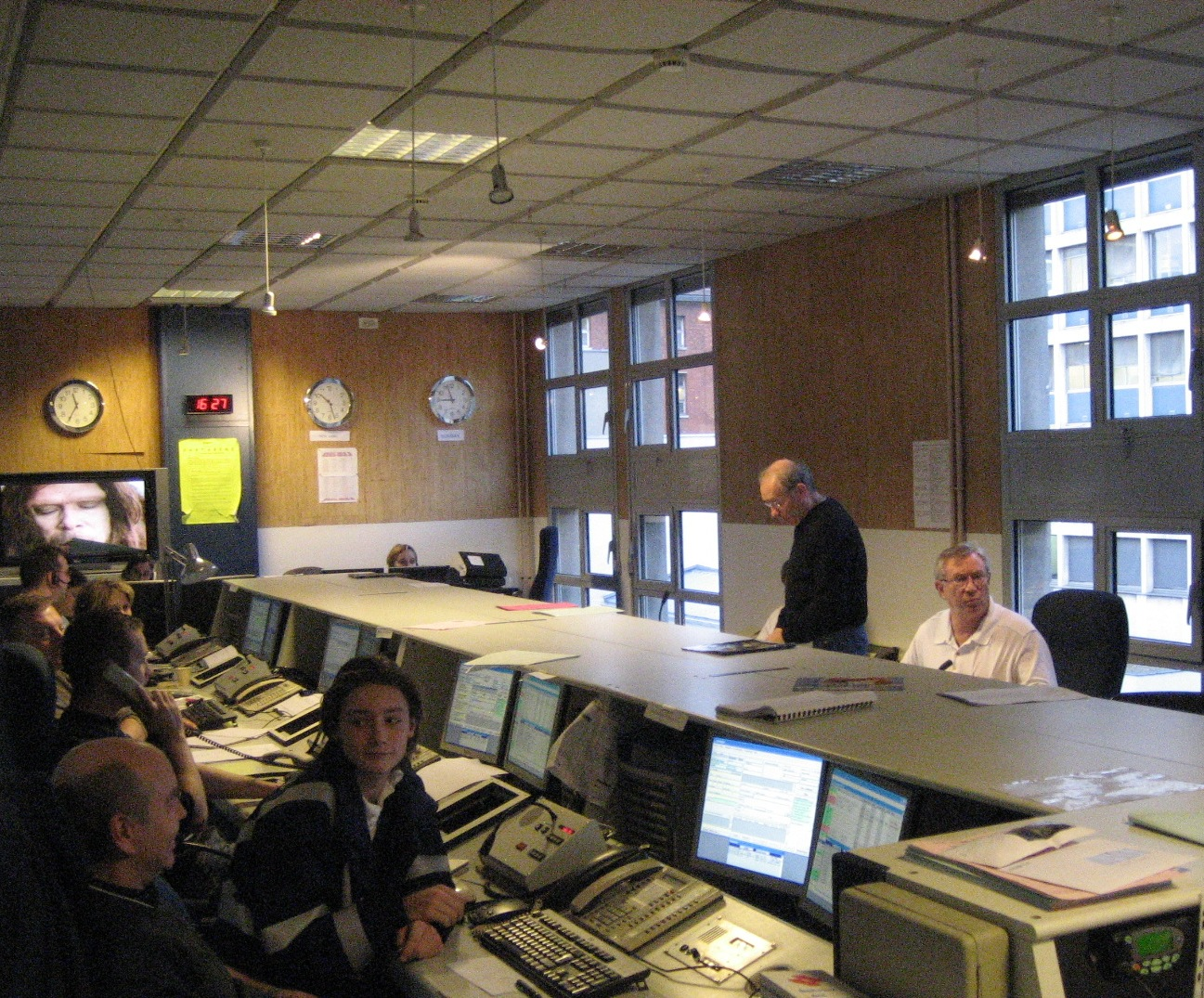
Notrufzentrale des Pariser SAMU

Das Besondere an der präklinischen Versorgung von Verunglückten in Frankreich ist die Anwesenheit einer ärztlichen Begleitung des Einsatzes, vom Empfang des Notrufs bis zur Übergabe des Patienten an das Zielkrankenhaus. „Das Krankenhaus kommt zum Patienten“ ist das Grundkonzept des SAMU.
Die Einsätze werden nach dem „Regulierungsprinzip“ Régulation médicale durchgeführt. Der Eingang eines Notrufs in der SAMU-Zentrale folgt einen bestimmten Ablauf:
Den Anruf nehmen speziell ausgebildete Mitarbeiter des SAMU entgegen. Ein sogenannter PARM (Personnel Assistant de Régulation Médicale) leitet den Anrufer, nimmt die wichtigen Daten wie Telefonnummer und Adresse auf und definiert die Situation mittels präziser und gezielter Fragen. Alle diese Informationen werden in einem elektronischen Datensystem erfasst. Der PARM entscheidet, ob es sich um eine lebensbedrohliche Notfallsituation handelt und schickt nach interner Regelung gegebenenfalls bereits entsprechende Rettungsmittel los.
Der Anruf samt elektronisch erfasster Daten wird bei Bedarf an den Médecin régulateur weitergeleitet. Es handelt sich hier um einen Notarzt des SAMU, der für die Notrufzentrale zuständig ist. Nach kurzer Analyse und eventueller Rücksprache mit dem Anrufer entscheidet der Arzt über den weiteren Verlauf des Einsatzes. Handelt es sich um einen medizinischen Notfall (akute Herzbeschwerden, Atemnot, Bewusstlosigkeit, Verkehrsunfall mit Verletzten…), werden entsprechende Maßnahmen eingeleitet und weitere Hilfsdienste wie Feuerwehr oder Polizei verständigt.
In 28 Prozent der Fälle geht es um allgemeinmedizinische Probleme. Der Anrufer wird also vom Arzt der Notrufzentrale beraten, in 22 Prozent der Fälle wird ein Hausarzt verständigt. Teilweise sitzen auch Ärzte der Allgemeinmedizin („Hausärzte“) in der Notrufzentrale. Sie übernehmen dann den Anruf, um bereits am Telefon das Problem des Anrufers zu lösen.
Der PARM koordiniert die Einsatzmittel und hält mit ihnen Kontakt über Funk und/oder Telefon. Seine Aufgabe ist mit der eines deutschen Leitstellendisponenten des Rettungsdienstes zu vergleichen.
Das eingesetzte Rettungspersonal muss nach Eintreffen und Einschätzen des Patientenzustands eine Rückmeldung an den SAMU geben. Dies können je nach Einsatz Feuerwehr, Einsatzeinheiten des SAMU, private Kranken- und Rettungstransportdienste, oder Sanitäter von Hilfsorganisationen sein. Die Beurteilung des Patientenzustands ist Grundsatz der Notfallhilfe-Ausbildungen in Frankreich und wird als Bilan (etwa „Zusammenfassung“) bezeichnet. Damit erhält der Arzt der SAMU-Notrufzentrale zusätzliche Informationen und kann sich ein Bild des Patienten und von dessen Beschwerden machen. Bei notwendigen erweiterten medizinischen Maßnahmen wird ein SMUR-Team zur Weiterbehandlung des Patienten geschickt. Dabei wird auch geklärt, in welches Krankenhaus der Patient gefahren wird, nach bestem Therapie- und Platzangebot.
Am Einsatzort übernimmt der Arzt des SMUR-Teams die Einsatzleitung und leitet weitere medizinische Maßnahmen ein, zusammen mit dem Krankenpfleger. Das medizinische Personal des Teams begleitet den Patienten während des Transports im ersteingesetzten Rettungsmittel (Rettungswagen) oder in dem eigenen Transportmittel des SMUR (UMH oder Hubschrauber). Somit ist eine enge medizinische Überwachung des Patienten bis zum Krankenhaus gewährleistet.